# Hassanak
Abu-Alí Hàssan ibn Muhàmmad ibn Abbàs al-Mikalí, més conegut com a Hassanak, fou visir gaznèvida.
Va servir a la cort gaznèvida des de molt jove. Va exercir (a partir d'una data a l'entorn del 1020) la posició de rais (alcalde) de Nixapur que va esdevenir hereditària a la seva família, els mikàlides. En la peregrinació a la Meca va passar per Egipte i va rebre del califa fatimita vestits honorífics (khila) el que va molestar el califa abbàssida, que va demanar la seva execució. Va retornar a Gazni on la petició del califa fou rebutjada pel sultà Mahmud ibn Sebuktegin i fins i tot va nomenar visir a Hassanak (1025); llavors va enviar els objectes rebuts del califa fatimita al califa abbàssida com a mostra de respecte i per a ser cremats a Bagdad.
Va exercir com a visir els darrers cinc anys i mig de regnat de Mahmud, però es va oposar al seu fill Massud ibn Mahmud i donà suport a un altre fill Muhàmmad ibn Mahmud. A la mort de Mahmud (30 d'abril de 1030) Muhàmmad va pujar al tron però fou enderrocat per Massud. Només pujar aquest al poder va ser destituït i el 1031 enviat a l'exili a Herat; el nou encarregat de finances Abu-Sahl Muhàmmad ibn Hussayn al-Zuzaní el va acusar de ser ismaïlita per haver acceptat els regals del califa fatimita, i finalment després d'un suposat judici, fou executat el 1032.